# تارنوبزج
تارنوبزج (بالإنجليزية: Tarnobrzeg)‏ هي مدينة، تتبع محافظة بودكارباتسكي، بلغ عدد سكانها 47816  نسمة، في 2016، تبلغ مساحتها 85.6 كيلومتر مربع.

## مدن توأم
المدن التوأم:
- بانسكا بيستريتسا
- تشرنيغوف.

## أعلام
- إولينا كوبرين
- ماكس بير